# Cesare Gibelli
Cesare Gibelli (Bologna, 1806 – 15 aprile 1885) è stato uno scultore italiano, attivo a Bologna a metà del XIX secolo.

## Biografia

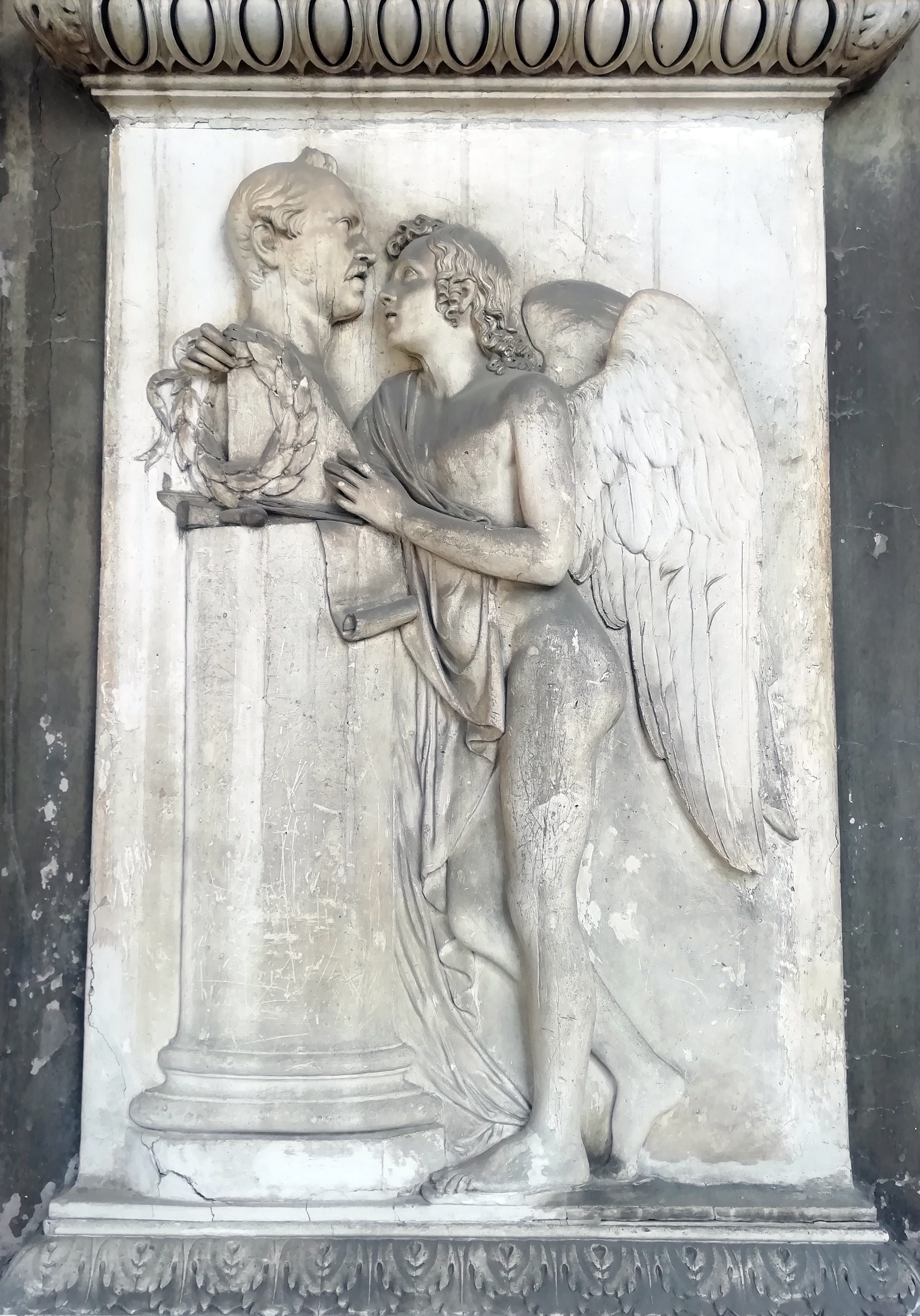
Dettaglio del monumento ad Alessandro Franceschi nella Certosa di Bologna.

Allievo di Alessandro Franceschi, frequenta l'Accademia di Belle Arti di Bologna, vincendo vari premi tra cui il Curlandese nel 1843 con La morte di Sisara in marmo.
Abita in via Santa Maria Maggiore, al civico n. 4, nel Palazzo Gibelli, già Bentivoglio e Paselli (Palazzo Calisti).
Nel cimitero della Certosa si conservano alcune sue opere in stile neoclassico, quali il monumento Proder e il Monumento ad Alessandro Franceschi, suo maestro, nonché il busto del poliglotta Mezzofanti per la Sala del Pantheon.
È sepolto nella tomba di famiglia, nel Chiostro V della Certosa di Bologna: il monumento presenta una statua di Agar e Ismaele opera dello stesso Gibelli, mentre il suo ritratto in marmo è realizzato da Francesco Bonola.
Il figlio Luigi era un pittore.